# Staršaja sestra
Staršaja sestra (Старшая сестра) è un film del 1966 diretto da Georgij Grigor'evič Natanson.